# Шишкіно (Курська область)
Шишкіно (рос. Шишкино) — присілок в Совєтському районі Курської області Російської Федерації.
Населення становить 43 особи. Входить до складу муніципального утворення Волжанська сільрада.

## Історія
Населений пункт розташований на території українського етнічного та культурного краю Східна Слобожанщина.
Від 2004 року входить до складу муніципального утворення Волжанська сільрада.

## Населення
| 2002 | 2010 |
| ---- | ---- |
| 61   | ↘43  |